# Couvent des Sœurs de Saint Vincent de Paul à Zemun
Le couvent des Sœurs de Saint Vincent de Paul (en serbe cyrillique : Самостан сестара Милосрдница Светог Винка Паулског ; en serbe latin : Samostan sestara Milosrdnica Svetog Vinka Paulskog) est un couvent des Sœurs de Saint Vincent de Paul situé à Belgrade, la capitale de la Serbie, dans la municipalité urbaine de Zemun.
Le couvent est situé dans le Gradski park, le « parc municipal » (n° 8). Il relève du diocèse de Syrmie dans l'archidiocèse de Đakovo-Osijek.